# Jaroslav Krupka (fotograf)
Jaroslav Krupka (27. října 1884 Slatina – 8. února 1947 Praha) byl český fotograf a od roku 1928 po Emilu Sýkorovi mnoholetý předseda SKČFA. Vedle např. Augustina Škardy, šéfredaktora Fotografického obzoru, patřil k nejdůležitějším postavám Českého amatérského fotografického hnutí 20. a 30. let.

## Život a dílo
Jaroslav Krupka byl železničním inženýrem. Fotografii se začal věnovat v královéhradeckém klubu fotografů amatérů. V roce 1919 se přestěhoval do Prahy, kde působil v Českém klubu fotografů amatérů a ve Svazu českých klubů fotografů amatérů. Krupka debutoval na klubové výstavě v Hradci Králové v 1918 a již tehdy se zařadil mezi nejlepší vystavovatele, zejména jeho snímek Na pokraji lesa vvedený v technice bromolejotisku byl velmi vyzdvihován (tuto fotografii zhotovil také v technice zlaceného albuminu). Zaměřoval se na krajinářskou fotografii a žánrové snímky Prahy s použitím techniky bromolejotisku. Své snímky vystavoval doma i v zahraničí a získal za ně četná ocenění.